# Ешпанов, Далабай Оспанович
Далабай Оспанович Ешпанов 15 октября 1926 — 16 сентября 2004 — металлург, кандидат технологических наук (1965). Заслуженный шахтёр СССР (1969).

## Биография
- Окончил Казахский горно-металлургический институт (КазНТУ, 1949).
- В 1949—1971 гг. — маркшейдер участка, главный инженер шахты, начальник рудника, главный инженер, директор на шахтах Джезказгана;
- В 1971—1974 годах — директор горно-обогатительного комбината Акшатау;
- В 1974—1980 годах — главный инженер Жезказганского горно-металлургического комбината;
- В 1980—1987 годах — генеральный директор Балхашского горно-металлургического комбината;
- В 1987—2004 годах работал в корпорации «Казахмыс» главным экспертом.

Лауреат Государственной премии СССР (1970). Награжден орденами Ленина, Трудового Красного Знамени, Октябрьской революции, а также несколькими медалями.